# Pogonopygia conspicuaria
Pogonopygia conspicuaria är en fjärilsart som beskrevs av John Henry Leech 1897. Pogonopygia conspicuaria ingår i släktet Pogonopygia och familjen mätare. Inga underarter finns listade i Catalogue of Life.